# Србијавоз
Србијавоз (раније Србија воз; пуно име: Акционарско друштво за железнички превоз путника Србијавоз Београд) је национални железнички оператер за превоз путника Србије. Парк путничких кола броји 797 кола.
Вучна возила чине електричне и дизел локомотиве и моторни возови. Већина активних локомотива су електричне локомотиве серија 441 и 461. Од дизел локомотива у експлоатацији су локомотиве серије 661 и 666, као и маневарка 621.

## Брзи возови Србије
Од марта 2022. године реконструисаном пругом на релацији Београд - Нови Сад саобраћа и први нови воз велике брзине. Ово је први брзи воз у историји железнице Србије, а такође и најсавременији у региону.
Његово име и лого изабрани су на конкурсу "Пусти инспирацију да те вози".
Поменути воз се може кретати максималном брзином од 200 km/h, а удаљеност између Београда и Новог Сада прелази за свега 36 минута.

## Историја[7]
1837 - Пештански „Сербски народни лист“ објавио је текст под називом „Гвоздени пут и паровоз“, што је први текст о железници писан на српском језику.
1881 - 21. јуна у 10 часова, свечано је обележен почетак радова на изградњи пруге Београд – Ниш (датум по јулијанском календару).
1882 - Локомотива „Милан“ је прва локомотива грађена у Србији, наменски, за потребе рудника у Мајданпеку. Названа је „Краљ Србије“, а рудари су је од миља звали „Милан“. Исте године изграђена је још једна локомотива, названа „Наталија“.
1884 - 23. августа у осам часова и тридесет минута (4. септембар по грегоријанском календару) – први свечани воз кренуо је из Београда до Ниша. 15. септембар 1884, по грегоријанском календару – прва српска пруга предата је јавном саобраћају за превоз путника. Овај датум – 15. септембар – слави се и као Дан железничара.
1884 - 21. септембара зграда Железничке станице Београд на Савском тргу предата је на употребу. Изграђена је између 1882. и 1885. године, по плановима архитекте Драгутина Милутиновића и има статус споменика културе од великог значаја. Након затварања Главне железничке станице, 30. јуна 2018. године, зграда губи своју првобитну функцију.
1888 - 6. маја успостављена је међународна железничка веза Србије са Турском код Ристовца. 1. августа успостављена је међународна железничка веза Србије са Бугарском код Цариброда (Димитровград).
1889 - 1. маја (2. јун) држава званично преузима експлоатацију железнице.
1936 - Завршена је нова „дворска чекаоница“ у станици Топчидер, чиме она добија на значају као полазна и крајња станица путовања краљевске породице и њихових гостију. Рушена у ратовима и обнављана, добијала је различите улоге током свог постојања. После Другог светског рата постаје полазан и долазна станица за бројна путовања Јосипа Броза Тита. Када је Главна железничка станица престала са радом, 30. јуна 2018. године, преузима њену функцију. „Тајанствена лепотица скривена међу дрвећем“ престаје са радом 1. октобра 2021.
1950 - 1. фебруара основан је Железнички музеј у Београду, као први музеј са железничком тематиком на овим просторима.
1964 - Започети радови на електрификацији пруге код Товарника.
1970 - 30. маја стигао је први свечани воз са електровучом из Загреба у Београд.
1973 - Последња парна локомотива испраћена је са београдске станице.
1976 - Саобраћају је предата пруга Београд–Бар. Пруга је дугачка 476 км, а због изузетно специфичног и неприступачног терена, као и неповољне економске ситуације, грађена је 25 година.
1990 - Отворено музејско Одељење узаних пруга у Пожеги, у којем се чувају најзначајнији експонати са пруга узаног колосека.

## Активни возни парк

### Електричне локомотиве
| 30     | Произвођач                    | Бројно стање           | Погонска снага мотора | Осовински распоред | Макс. брзина | Године производње | Коментар                                        | Слика |
| ------ | ----------------------------- | ---------------------- | --------------------- | ------------------ | ------------ | ----------------- | ----------------------------------------------- | ----- |
| ЖС 441 | Раде Кончар МИН Ниш           | 22 (11 у возном стању) | 3860 kW               | Bo'Bo'             | 140 км/ч     | 1969–1988         | Подсерије 600 и 700, са редукторима за 140 км/ч |       |
| ЖС 461 | Електропутера (Electroputere) | 4 (2 у возном стању)   | 5100 kW               | Co'Co'             | 120 км/ч     | 1972-1980         | За вучу међународних возова на барској прузи    |       |

## Дизел локомотиве
| Ознака | Произвођач | Бројно стање                                                    | Погонска снага мотора | Осовински распоред | Макс. брзина        | Године производње | Коментар | Слика |
| ------ | ---------- | --------------------------------------------------------------- | --------------------- | ------------------ | ------------------- | ----------------- | -------- | ----- |
| ЖС 621 | ЧМКС       | 5 (103,104,106,301 и 302)                                       | 392 kW (1700 kW)      | Bo                 | км/ч                | 2001              |          |       |
| ЖС 661 | ЏМ - ЕМД   | 3 (од тога су 2 изнајмљене од Србија карга)                     | 1454 kW               | Co'Co'             | 114 км/ч (124 км/ч) | 1960–1971         |          |       |
| ЖС 666 | ЏМ - ЕМД   | 4 (2 изнајмљене Србија каргу; док 2 чекају инвестициону оправку | 1845 kW               | Co'Co'             | 122 км/ч            | 1978              |          |       |

### Електромоторни возови
| Ознака | Произвођач                                     | Бројно стање           | Погонска снага мотора             | Осовински распоред      | Макс. брзина | Године производње | Коментар | Слика |
| ------ | ---------------------------------------------- | ---------------------- | --------------------------------- | ----------------------- | ------------ | ----------------- | --- | ----- |
| ЖС 412 | Фабрика вагона Рига (Rīgas Vagonbūves Rūpnīca) | 20 (11 у возном стању) | 1360 kW                           | Bo'Bo'+2'2'+2'2'+Bo'Bo' | 120 км/ч     | 1980–1990.        | У саобраћају је 11 ЕМВ. Девет гарнитура саобраћа као БГ воз, а остале на путничким линијама од Београда ка Новом Саду, Шиду, Пријепољу, Параћину итд.                                                                  |       |
| ЖС 413 | Штадлер (Stadler)                              | 21 (21 у возном стању) | 2000 kW                           | Bo'2'2'2'Bo'            | 160 км/ч     | 2014-2015.        | Током 2014. испоручено је 13 гарнитура, а током 2015. још осам. Саобраћају на ИЦС и РЕ возовима, као и на појединим путничким возовима (Нови Сад – Суботица, Нови Сад – Шид, Београд – Пријепоље, Београд – Ниш итд.). |       |
| ЖС 410 | Штадлер (Stadler)                              | 3 (3 у возном стању)   | 4000 kW трајно,6000 kW максимално | Bo'2'2'2'Bo'            | 200 км/ч     | 2022.             | Саобраћа на брзој прузи између Београда и Новог Сада |       |

### Дизел-моторни возови
| Ознака | Произвођач                       | Бројно стање | Погонска снага мотора | Осовински распоред | Макс. брзина | Године производње | Коментар | Слика |
| ------ | -------------------------------- | ------------ | --------------------- | ------------------ | ------------ | ----------------- | -------- | ----- |
| ЖС 710 | Калмар Верстад (Kalmar Verkstad) | 10           | 294 kW                | 1A-1A              | 130 км/ч     | 1979–1981         |          |       |
| ЖС 711 | Метровагонмаш                    | 39           | 2x 350 kW             | Bo'2'-2'Bo'        | 120 км/ч     | 2011-2016         |          |       |
| ЖС 712 | Макоса (MACOSA)                  | 4            |                       | B'B'+2'2'          | 120 км/ч     | 1980              |          |       |

## Парк путничких кола
Путничка кола 1. класе:
- A - 19 кола
- Аеelmt - 6 кола

Путничка кола 1. и 2. класе:
- AB - 14 кола

Путничка кола 2. класе:
- B - 55 кола
- Beelmt - 14 кола

Путничк кола 2. класе са рестораном:
- BR - 5 кола

Ресторан вагони:
- WReelm - 3 кола
- WRl - 1 кола

Кушет вагони:
- Аc, AcBc, Bc - 19 кола

Спаваћа кола:
- WL - 8 кола